# 設楽原歴史資料館
設楽原歴史資料館（したらがはられきししりょうかん）は、愛知県新城市竹広字信玄原552にある歴史資料館。「長篠・設楽ヶ原の戦いに関する歴史資料及び郷土の考古、歴史、民俗等に関する資料の保存と活用を図り、地方文化の発展と生涯学習の振興に寄与する」ことを目的に設置されている（新城市設楽原歴史資料館の設置及び管理に関する条例第2条）。

## 歴史
1996年（平成8年）4月に開館した。

## 展示
長篠・設楽ヶ原の戦いに関する多くの文献や資料などから、当時の戦いの実像を紹介している。
火縄銃については、当館で所蔵、展示している火縄銃、古式銃はその質、量ともに日本一の規模を誇っている。
岩瀬忠震は、この地を支配した旗本新城設楽氏の出身で、鎖国下にあった江戸時代の日本を開国に導いた立役者である。当館は新城市ゆかりの岩瀬忠震を紹介する日本唯一の資料館である。
火おんどりは、設楽原の決戦の後、地域の人々が戦没者を弔うために始めた追悼行事。当館は火おんどりについても紹介している。
産経新聞夕刊フジ連載小説「幕末外交官-岩瀬忠震と「開国の志士」たち」岳真也著の日本画家岩波昭彦の挿絵33点(2011年、2012年)収蔵。

## 利用案内
- 開館時間 - 9:00 ～ 17:00（入場は16：30まで）
- 休館日 - 毎週火曜日（祝日・振り替え休日の場合は翌日休館。※ ただし、夏休み期間中は開館。）、年末年始（12月29日から1月3日）。
- 入館料 - 330円（小中学生は100円）※ 障がい者手帳または療育手帳の交付を受けた方及びその介護者は入館料が無料。

## 交通アクセス
- JR飯田線三河東郷駅から徒歩約15分。
- 新東名高速道路 新城ICから約2Km。